# HSC Condor Express
El HSC Condor Express es un ferry rápido catamarán de 86m que presta sus servicios entre las Islas Británicas del canal de la mancha y opera para la compañía Condor Ferries.

## Historia
El Condor Express fue construido en el año 1996 por los astilleros Incat de Tasmania, Australia para ser utilizado por Condor Ferries. El Condor Express fue el primero de una serie de cuatro catamaranes de 86metros de eslora.
El Condor Express arribó a su zona de operaciones en enero de 1997 y fue abierto al público en Poole antes de empezar a prestar sus servicios entre Weymouth y las Islas del canal. A finales de ese mes, reemplazó al veterano Condor 12. El 1 de marzo de 1997, el Condor Express comenzó a prestar sus servicios entre Poole y las Islas del Canal para Condor Ferries tras lo cual, navegó hasta Weymouth para la compañía al día siguiente. Los primeros cinco años de servicio del Condor Express, estuvieron marcados por una serie de problemas técnicos que daban como resultado retrasos y cancelaciones, y dado que era el único buque que podía cargar pasajeros y coches para dar servicio a las islas del canal, los gobiernos de Guernsey y Jersey ofrecieron licencias para operar el servicio hasta el Reino Unido a otras empresas. Desde ese momento, los motores del Condor Express fueron modificados junto a los de sus gemelos. Desde entonces, provee de un servicio confíable entre el Reino Unido y las Islas del Canal, donde tiene su base en Poole. Como parte de un acuerdo para mejorar el servicio, ofrece una serie de mejoras, al igual que su gemelo el Condor Vitesse, al ser ambos equipados con Club Lounge y una zona de asientos reclinables.
En agosto de 2005 el Condor Express navegó para Brittany Ferries en la ruta Poole-Cherbourgo. Había experimentado algunos problemas técnicos y el Condor fue transferido al servicio de las isles del canal. Durante ese tiempo, el Condor Express no navegó a St Malo y navegaba todas las tardes hasta Cherbourgo para asegurarse de que podría retornar a Poole a las 07:30 para navegar para Brittany Ferries. El Condor Express volvió a navegar para Brittany Ferries el 19 de mayo de 2008.

## Rutas regulares
Ruta en verano:
- Weymouth - Islas del Canal - Poole - Islas del Canal - Weymouth

Ruta en invierno:
- Weymouth - Islas del Canal (algunos servicios, continúan hasta St Malo)

## Equipamiento a bordo
Bares y Restaurantes
- Cafetería – Cubierta principal.
- Bar – Cubierta superior.

Tiendas
- Tienda libre de impuestos - Cubierta principal.
- Kiosko - Cubierta superior

Otros equipamientos
- Sala de juego para niños – Cubierta principal.
- Club Lounge - Cubierta principal..
- Reclining Seats - Cubierta principal..

## Buques gemelos
- Tarifa Jet
- Condor Vitesse
- SpeedOne / Jervis Bay